# Chelan (Washington)
Chelan (ʃəˈlæn) ist eine Stadt (City) im Chelan County im US-Bundesstaat Washington. Die Bevölkerung bestand zum Census 2020 aus 4222 Personen. Chelan liegt am Südost-Zipfel des Lake Chelan am Abfluss in den Chelan River.
Chelan ist Teil der Wenatchee−East Wenatchee Metropolitan Statistical Area.

## Geschichte
Das Gebiet um Chelan war die Heimat Salish sprechender Ureinwohner, die als Chelan vor Besiedlung durch die Weißen im späten 19. Jahrhundert bekannt waren. Schon vor Ankunft der weißen Siedler erreichte ein neues „Untier“ – das Pferd – das Gebiet und mit ihm sehr schnell auch Pocken, Masern und andere tödliche Infektionskrankheiten. Diese Krankheiten rotteten schätzungsweise 90 % der Indianer aus, bevor David Thompson, der erste Entdecker im Gebiet, 1811 über den Columbia River eintraf. Das Pferd und die mit ihm verbundene Kultur, von Entdeckern und Siedlern übernommen, sind für die Indianer der Ebenen so geläufig, dass es schwierig ist, etwas über die Ureinwohner und ihr Leben zu erfahren, bevor diese monumentalen Änderungen den Lebensstil änderten. Sie wurden jedoch schnell zu einem „Volk der Pferde“ und übernahmen Kleidung, Perlenstickereien und mehr von den Indianern der Ebenen; mit den weißen Siedlern traten weitere Änderungen ein.
Die Indianer des Gebietes waren in kleinen familiären Gruppen organisiert, die Entscheidungen ohne einen einzelnen Führer trafen. Doch nach Ankunft der Weißen begann ein Kampf um die Macht: Um die Kontrolle über das Land zu behalten, das einst ihres war, benötigten sie eine Person, die für sie sprach. Obwohl selbst kein Chelan hatte Chief Moses (ein Shahaptin statt Salish sprechender Mann aus dem Columbia Basin und Okanagan) bereits einen großen Bereich des Landes für eine Reservation gesichert. Bei der geringen Anzahl an Indianern und der stetig steigenden Zahl von Goldsuchern, die Reichtümer in den Bergen suchten, musste er jedoch die Unmöglichkeit der Verteidigung des beanspruchten Territoriums erkennen und verlor alles.
Während einer Periode der Unruhen zwischen Indianern und Siedlern in den 1870er Jahren gründete der Lt. Colonel der United States Army, Henry Clay Merriam, Camp Chelan am Ufer des Lake Chelan, um die indianische Bevölkerung der Moses Columbia Reservation zu sichern und zu kontrollieren. Zum Census 1880 war auch seine Familie im Gebiet anwesend. Der See war großenteils durch die nackten Cliffs unzugänglich, so dass eine Behelfsstraße vom Fort zum Columbia River gebaut wurde, worauf ein Kurier- und Brieftransport nach Walla Walla eingerichtet wurde. Das Fort war etwa ein Jahr in Betrieb und wurde im Oktober 1880 verlassen, als die Truppen nach Fort Spokane verlegt wurden.
Die ersten europäischen Siedler im Gebiet waren William Sanders (eine der Hauptstraßen in Chelan ist nach ihm benannt) und Henry Dumpke, die sich 1886 niederließen. Nach Überwindung vieler Cliffs und Flüsse und nach Verlust ihres Pferdes erreichten sie sicher das Seeufer und wurden von den Eingeborenen willkommen geheißen; diese ermutigten sie zur Absteckung von Claims. Die Anwesenheit der Siedler ebneten den Weg in das Tal für weitere. 1888 erreichte L.H. Woodin aus Minneapolis das Tal und ruderte in einer Barke den See aufwärts. Beeindruckt von der Landschaft baute Wooin ein Sägewerk am Ufer des Sees. Chelans Hauptstraße ist nach ihm benannt. Zur selben Zeit entdeckten Viehzüchter, dass im Gebiet Obstgärten ohne Beregnung angepflanzt werden konnten.
Die Stadt wurde parzelliert, die Grundstücke wurden rasch verkauft. Ein Postamt eröffnete 1890. Eine Schule wurde 1892 gebaut, gefolgt vom ersten Urlaubshotel, das aus der Schönheit der Landschaft Vorteile zog. Im Gefolge der wirtschaftlichen Depression von 1893 brachen schwere Zeiten an, doch Chelan war im Ganzen nicht ernsthaft getroffen. Die erste Bank wurde 1893 gegründet. Am 7. Mai 1902 wurde Chelan offiziell als Gebietskörperschaft anerkannt. Im Jahr darauf wurde Chelan über das nahegelegene Donaldson Springs an eine Strom- und eine Wasserversorgung angeschlossen. Ein ständiges Gemeindehaus wurde 1904 errichtet, aber 1927 bei einem Brand zerstört. Die Stadt wächst weiterhin als Agrarzentrum und Erholungsort, was sie bis heute gedeihen lässt.

## Geographie
Chelan liegt auf 47°50'34" N/120°1'17" W. Laut United States Census Bureau nimmt die Stadt eine Gesamtfläche von 16,45 km² ein mit einer Landfläche von 16,29 km² und einer Wasserfläche von 0,16 km².

## Klima
Chelans Klima ist typisch für Ost-Washington. Im Regenschatten der Kaskadenkette gelegen, erreichen nur nahezu wüstentypische Mengen Regen das Gebiet.
|                        | Jan    | Feb    | Mär    | Apr   | Mai   | Jun   | Jul   | Aug   | Sep   | Okt   | Nov    | Dez    |   |        |
| Mittl. Temperatur (°C) | −1,94  | 0,56   | 5,56   | 10,56 | 15,00 | 18,89 | 23,06 | 22,50 | 17,78 | 10,56 | 3,33   | −1,39  | ⌀ | 10,4   |
| Mittl. Tagesmax. (°C)  | 16,67  | 17,22  | 22,22  | 31,11 | 36,67 | 43,33 | 41,11 | 40,56 | 36,11 | 31,11 | 22,22  | 18,33  | ⌀ | 29,8   |
| Mittl. Tagesmin. (°C)  | −25,56 | −23,89 | −15,56 | −5,00 | −2,22 | 0,56  | 1,67  | 5,56  | −3,33 | −9,44 | −19,44 | −27,78 | ⌀ | −10,3  |
|                        |        |        |        |       |       |       |       |       |       |       |        |        |   |        |
| Niederschlag (mm)      | 26,92  | 26,42  | 20,07  | 21,34 | 34,80 | 36,32 | 17,27 | 17,27 | 11,43 | 17,78 | 31,50  | 31,75  | Σ | 292,87 |

| −25,56 |

| −23,89 |

| −15,56 |

| −5,00 |

| −2,22 |

| 0,56 |

| 1,67 |

| 5,56 |

| −3,33 |

| −9,44 |

| −19,44 |

| −27,78 |

| −25,56 |

| −23,89 |

| −15,56 |

| −5,00 |

| −2,22 |

| 0,56 |

| 1,67 |

| 5,56 |

| −3,33 |

| −9,44 |

| −19,44 |

| −27,78 |

## Demographie
| Jahr | Einwohner 1 |
| ---- | ----------- |
| 1910 | 682         |
| 1920 | 896         |
| 1930 | 1.403       |
| 1940 | 1.738       |
| 1950 | 2.157       |
| 1960 | 2.402       |
| 1970 | 2.837       |
| 1980 | 2.802       |
| 1990 | 2.969       |
| 2000 | 3.522       |
| 2010 | 3.890       |
| 2020 | 4.222       |

### Census 2000
Nach der Volkszählung von 2010 gab es in Chelan 3522 Einwohner, 1.471 Haushalte und 939 Familien. Die Bevölkerungsdichte betrug 360,7 pro km². Es gab 2058 Wohneinheiten bei einer mittleren Dichte von 210,8 pro km². Die Bevölkerung bestand zu 85,69 % aus Weißen, zu 0,11 % aus Afroamerikanern, zu 1,53 % aus Indianern, zu 0,48 % aus Asiaten, zu 0,11 % aus Pazifik-Insulanern, zu 9,23 % aus anderen „Rassen“ und zu 2,84 % aus zwei oder mehr „Rassen“. Hispanics oder Latinos „jeglicher Rasse“ bildeten 14,45 % der Bevölkerung.
Von den 1471 Haushalten beherbergten 29,6 % Kinder unter 18 Jahren, 49,8 % wurden von zusammen lebenden verheirateten Paaren, 10,1 % von alleinerziehenden Müttern geführt; 36,1 % waren Nicht-Familien. 30,5 % der Haushalte waren Singles und 14,8 % waren alleinstehende über 65-jährige Personen. Die durchschnittliche Haushaltsgröße betrug 2,35 und die durchschnittliche Familiengröße 2,93 Personen.
Der Median des Alters in der Stadt betrug 41 Jahre. 25,3 % der Einwohner waren unter 18, 6,2 % zwischen 18 und 24, 24,6 % zwischen 25 und 44, 25,7 % zwischen 45 und 64 und 18,2 65 Jahre oder älter. Auf 100 Frauen kamen 92,8 Männer, bei den über 18-Jährigen waren es 88,4 Männer auf 100 Frauen.
Alle Angaben zum mittleren Einkommen beziehen sich auf den Median. Das mittlere Haushaltseinkommen betrug 28.047 US$, in den Familien waren es 33.662 US$. Männer hatten ein mittleres Einkommen von 31.900 US$ gegenüber 21.397 US$ bei Frauen. Das Pro-Kopf-Einkommen betrug 16.511 US$. Etwa 17,3 % der Familien und 20,9 % der Gesamtbevölkerung lebte unterhalb der Armutsgrenze; das betraf 31,3 % der unter 18-Jährigen und 12,5 % der über 65-Jährigen.

### Census 2010
Nach der Volkszählung von 2010 gab es in Chelan 3890 Einwohner, 1602 Haushalte und 1031 Familien. Die Bevölkerungsdichte betrug 238,8 pro km². Es gab 2516 Wohneinheiten bei einer mittleren Dichte von 154,4 pro km². Die Bevölkerung bestand zu 80,1 % aus Weißen, zu 0,4 % aus Afroamerikanern, zu 1,4 % aus Indianern, zu 0,9 % aus Asiaten, zu 0,1 % aus Pazifik-Insulanern, zu 14,1 % aus anderen „Rassen“ und zu 3,1 % aus zwei oder mehr „Rassen“. Hispanics oder Latinos „jeglicher Rasse“ bildeten 24,2 % der Bevölkerung.
Von den 1602 Haushalten beherbergten 29,2 % Kinder unter 18 Jahren, 49,1 % wurden von zusammen lebenden verheirateten Paaren, 10,6 % von alleinerziehenden Müttern und 4,7 % von alleinstehenden Vätern geführt; 35,6 % waren Nicht-Familien.
28,8 % der Haushalte waren Singles und 13,1 % waren alleinstehende über 65-jährige Personen. Die durchschnittliche Haushaltsgröße betrug 2,39 und die durchschnittliche Familiengröße 2,91 Personen.
Der Median des Alters in der Stadt betrug 44,1 Jahre. 22,4 % der Einwohner waren unter 18, 7,6 % zwischen 18 und 24, 20,9 % zwischen 25 und 44, 30,2 % zwischen 45 und 64 und 18,9 65 Jahre oder älter. Von den Einwohnern waren 49,9 % Männer und 50,1 % Frauen.

## Söhne und Töchter der Stadt
- Joe Harris (* 1991), Basketballspieler

## Galerie

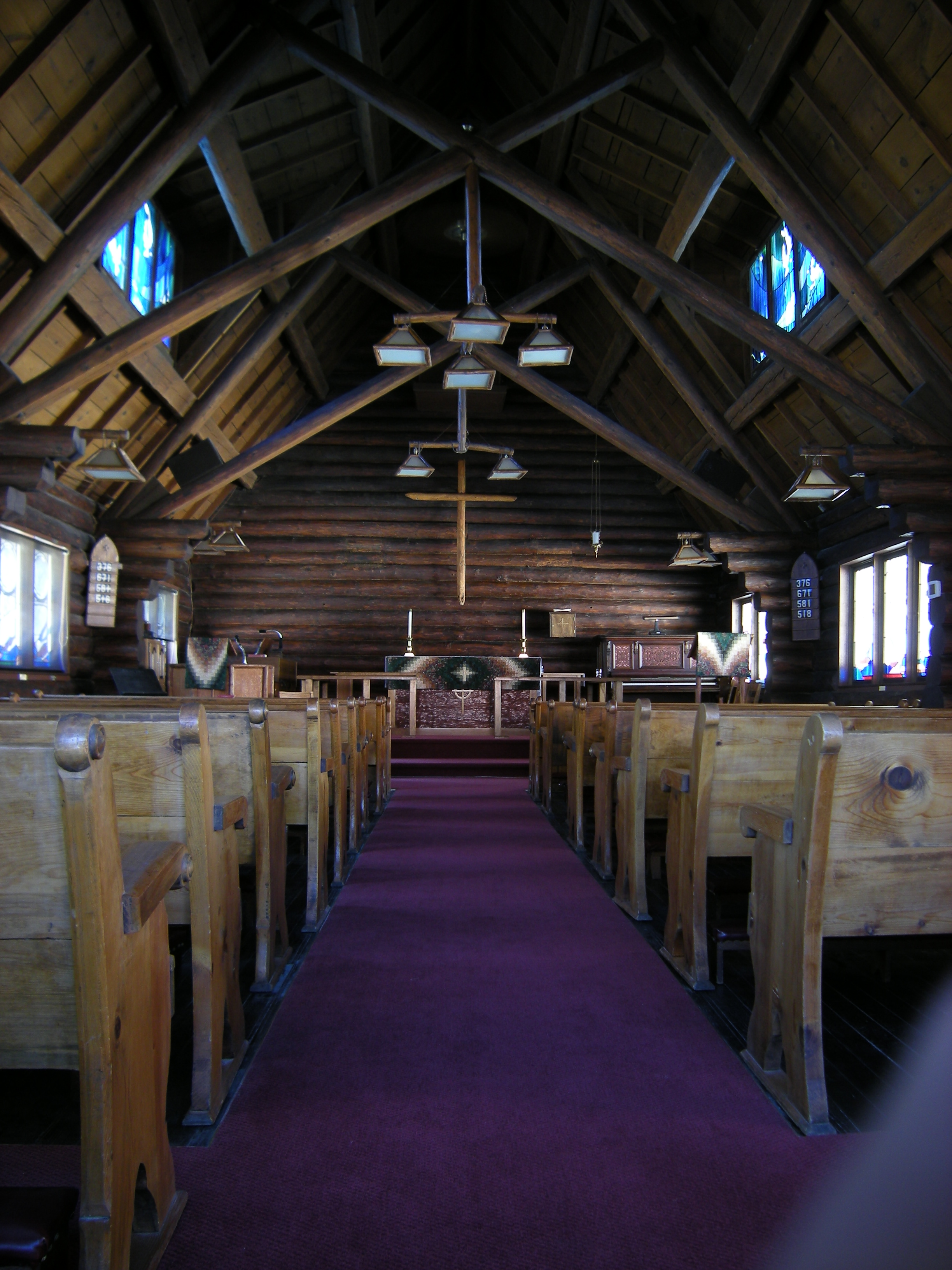
St. Andrews Episcopal Church, eine Holzkirche aus den 1890er Jahren an der Woodin Avenue in der Innenstadt von Chelan, ist im National Register of Historic Places (NRHP) gelistet.

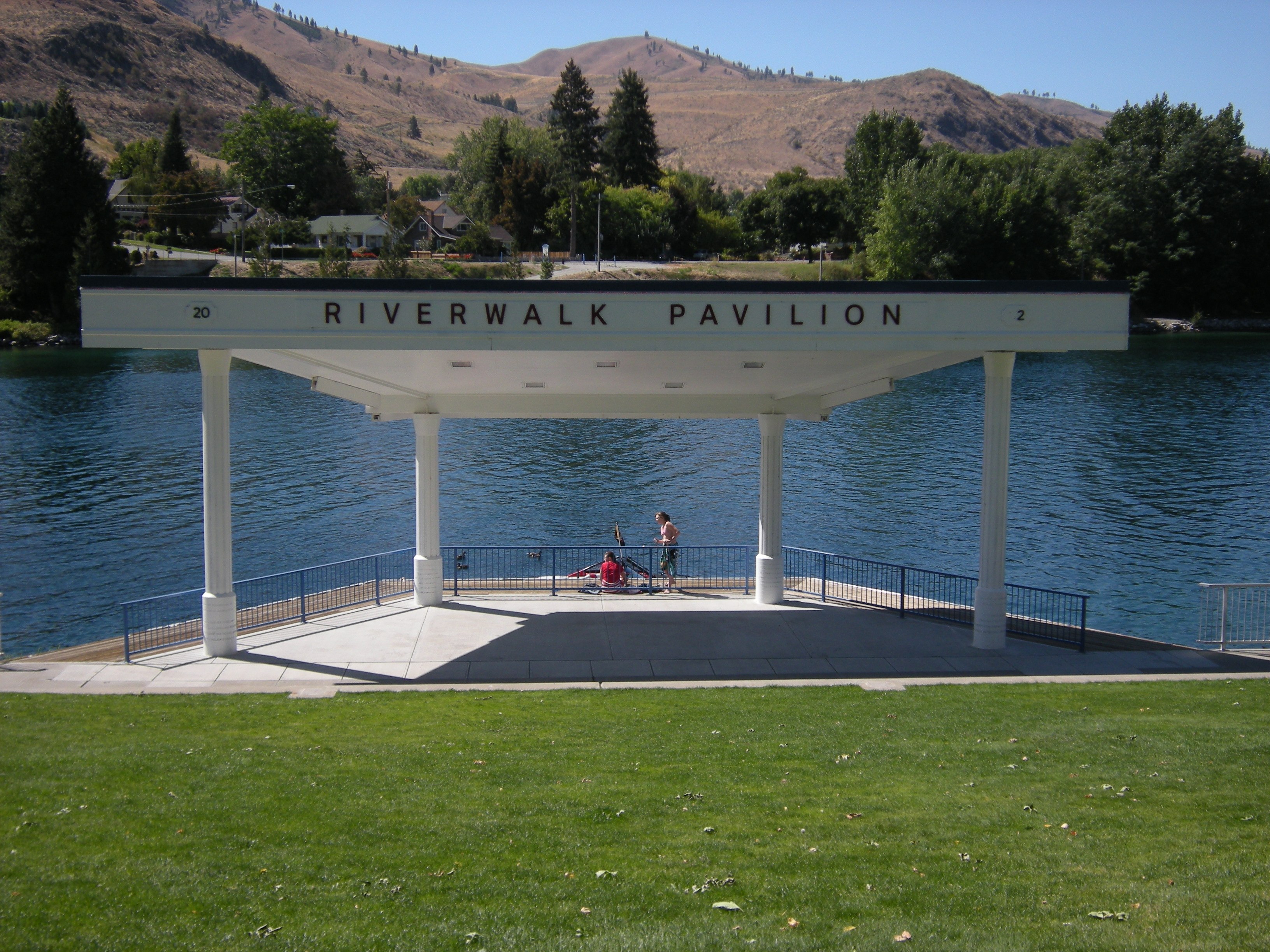
Riverwalk Pavilion
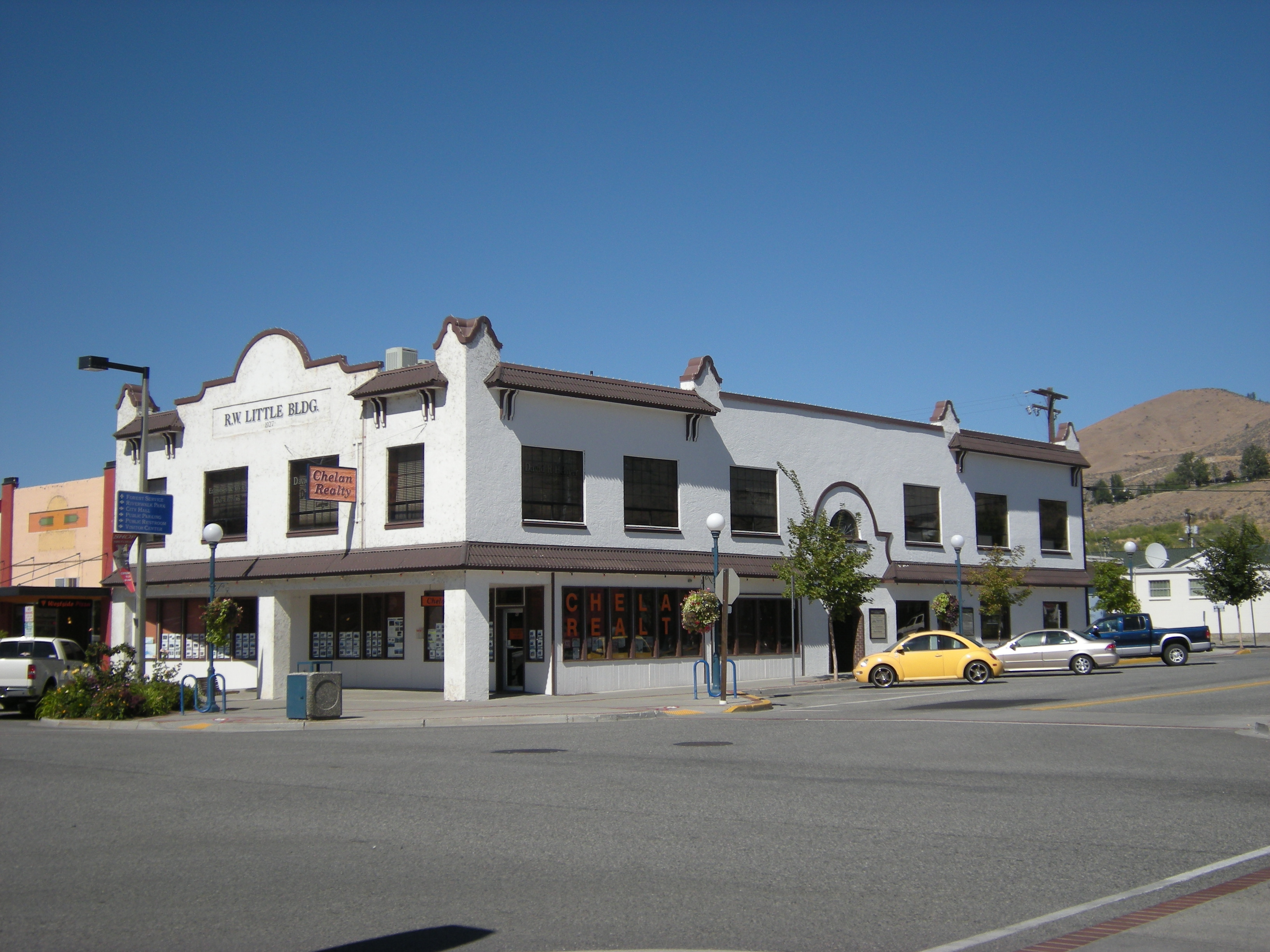
R. W. Little Building
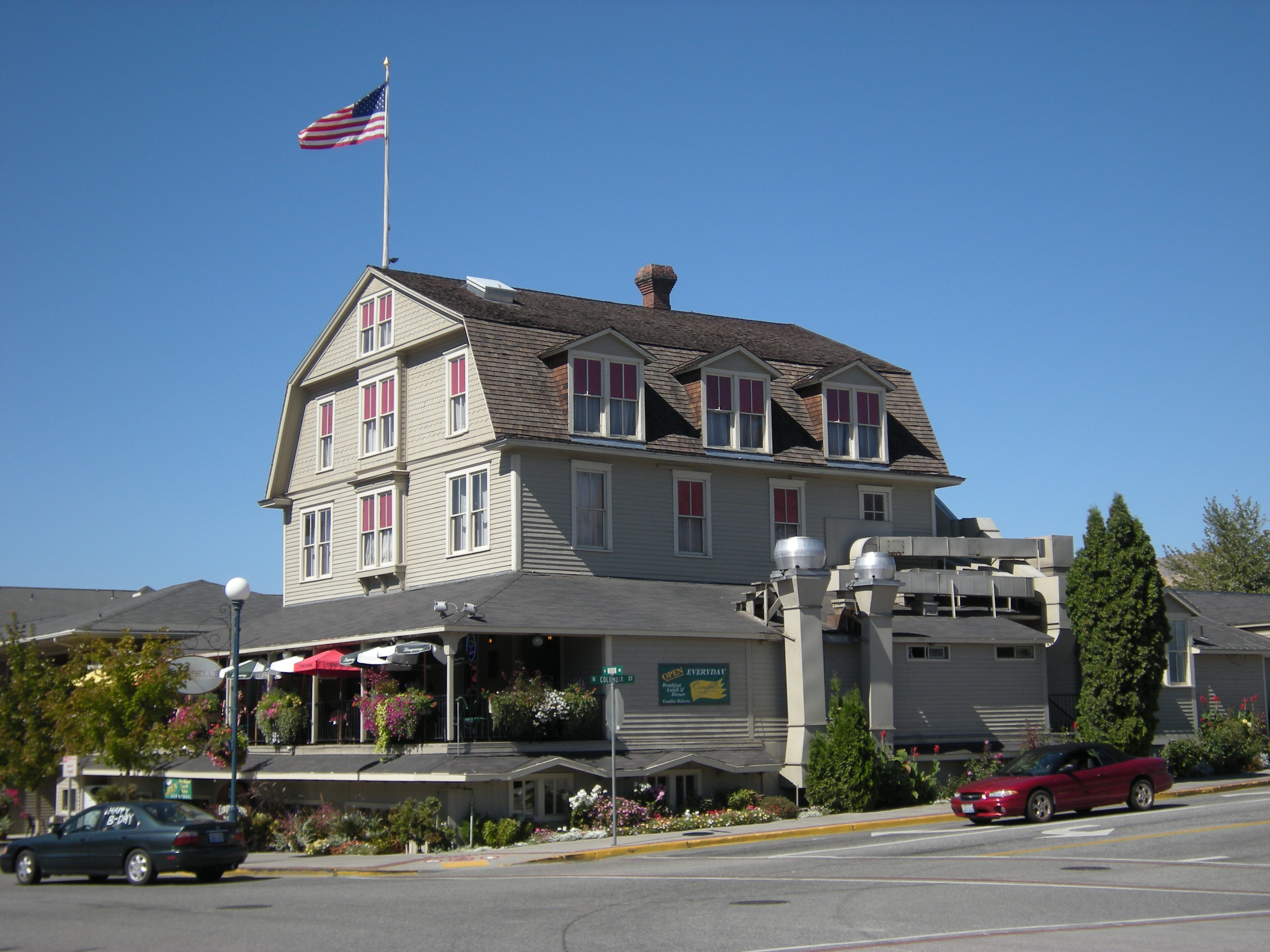
Campbell’s
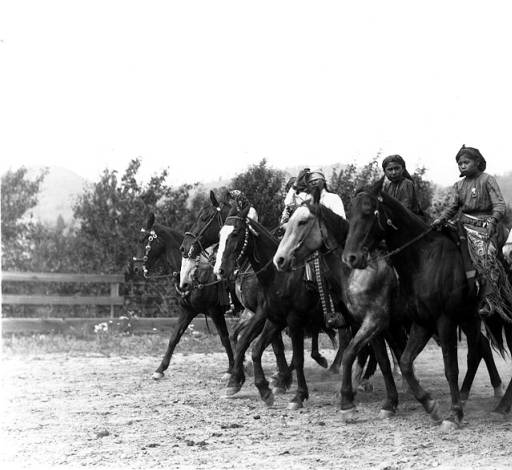
Indianerinnen auf Pferden, 1912